# Plaza Mayor Torreón

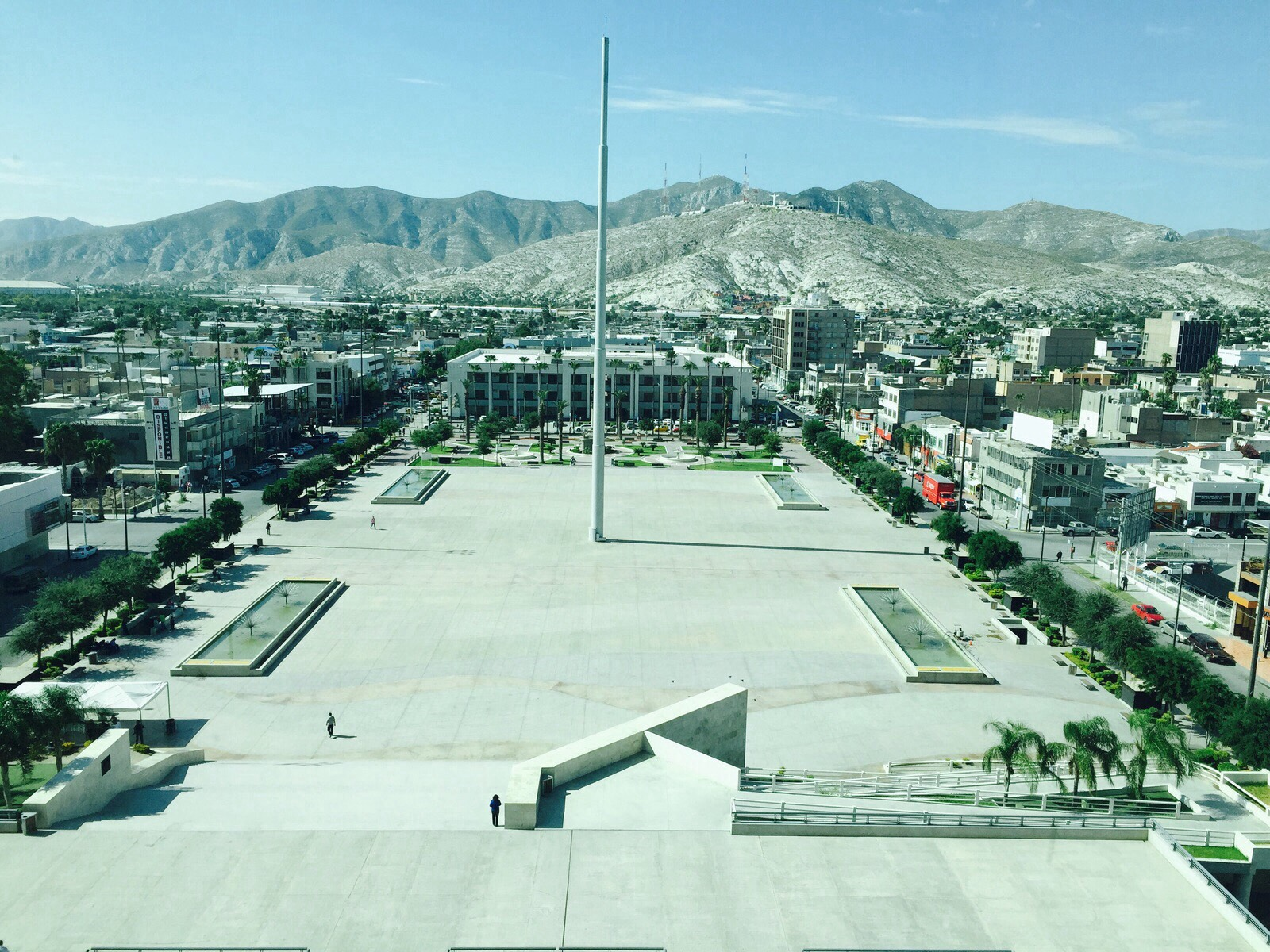
Vista de la plaza desde la plataforma del edificio.

La plaza Mayor Torreón es una plaza compuesta por el Edificio Municipal y una gran explanada ubicada en Torreón, Coahuila, México.

## Historia
Después de poco más de 2 años de construcción, fue abierta al público el día 15 de septiembre del 2012, durante el año del 105 aniversario de la ciudad. Siendo gobernador Humberto Moreira Valdés y en la alcaldía Eduardo Olmos Castro. 
Esta obra fue realizada porque se consideraba importante crear un espacio para que los torreonenses contaran con un lugar adecuado donde llevar a cabo todo tipo de ceremonias y actividades. Como cada noviembre se conmemora el aniversario de la revolución mexicana y se instala el pino navideño y su encendido, desfile navideño y pista de patinaje. En 2020, no se pudo realizar debido a la Pandemia de COVID-19 y en 2021 tampoco se pudo realizar, además de la Pandemia del COVID-19, sino por el cambio de administración por las elecciones realizadas el 6 de junio del 2021.
En un inicio se planteó nombrar "La Gran Plaza", pero debido a conflictos y al humor ciudadano que la quiso nombrar "La Gran Tranza" (por sospechas de sobrecostos) se cambió el nombre. Entre las propuestas estaban "La Plaza de la Bandera" y "Plaza Mayor". Finalmente ganó Plaza Mayor, nombrada así por la agencia de comunicación encargada del desarrollo de imagen y concepto.

## Ubicación
Calle Morelos #500 Poniente Col. Centro, Torreón, Coahuila, México.
Se encuentra abierto de 7:00-22:00 de lunes a viernes y de 6:00-23:00 en el fin de semana 

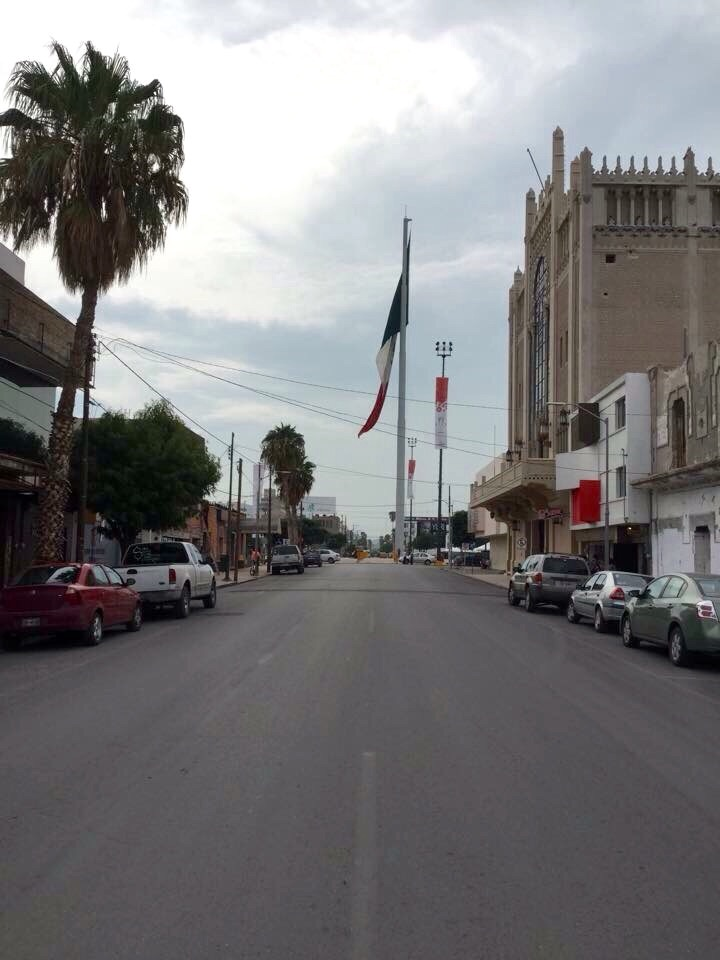
Vista del mástil de la bandera

## Instalaciones
Tiene una extensión de 28 mil metros cuadrados, cuenta con 4 fuentes lúcidas (cada una representando una época del año), una explanada en la que se realizan diferentes actividades y eventos, la plazuela y monumento a Benito Juárez, además de un amplio estacionamiento subterráneo de 2 niveles con 720 cajones.

## Presidencia Municipal

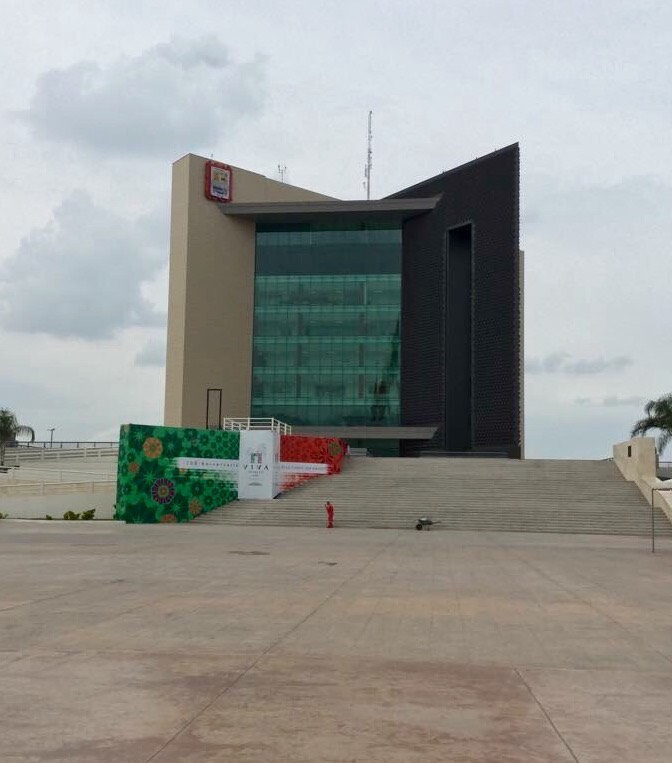
Edificio de la Presidencia Municipal de Torreón, Coah., adornado por las fiestas patrias.

El edificio sede de la Presidencia Municipal y oficinas de gobierno se encuentra ubicado en un costado de la Plaza. Este mide 12 mil metros cuadrados, posee 9 niveles, un helipuerto, cuatro elevadores, y salas en las que se pueden realizar tanto juntas como ruedas de prensa. 
Aquí se encuentran localizadas las direcciones locales, a excepción de la Seguridad Pública, y se realizan pagos de impuestos y servicios.

## Monumento a la Bandera

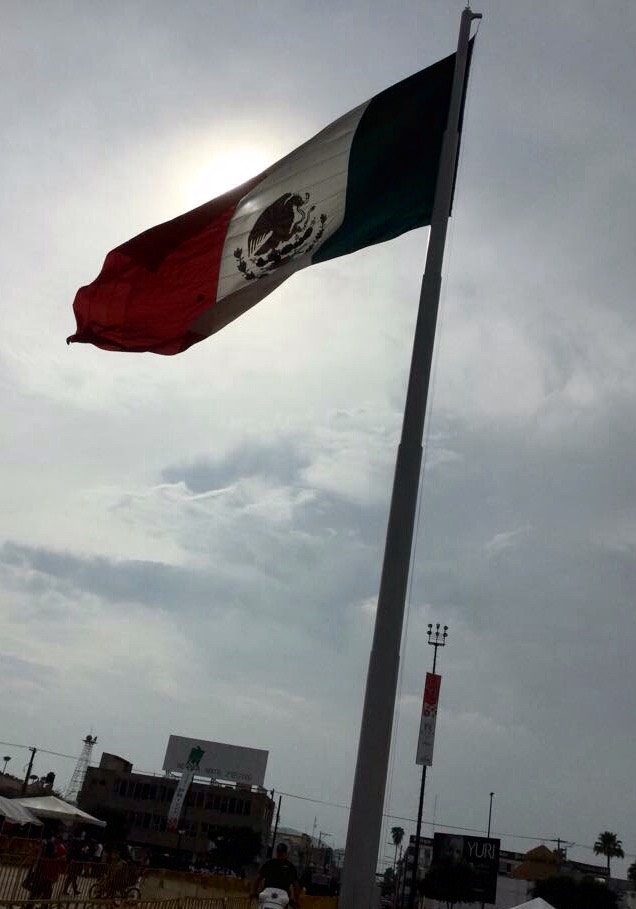
La Bandera izada en el centro de la explanada.

Fue creado como monumento para rendir honores a uno de los símbolos patrios mexicanos. En actos cívicos su izamiento es el principal atractivo ya que esta mide 30 metros de ancho y pesa alrededor de 200 kilos, es decir de grandes dimensiones.

### Eventos
En la explanada se realizan diferentes eventos tales como: 
- Muestras culturales: Bailes folclóricos y desfiles y exhibiciones de antigüedades
- Eventos deportivos:  Rodadas y maratones de Baile
- Celebraciones:  Aniversario de la ciudad,  Fiestas patrióticas,  Conmemoraciones de hechos históricos.
- Diversión:  Conciertos y shows, desfile navideño, pino de Navidad y pista de patinaje